# Čelmet Čeljabinsk
Čelmet (rusky Челмет) je hokejový klub z Čeljabinska, který hraje Ruskou ligu ledního hokeje (2. liga po Kontinentální hokejové lize) v Rusku.

## Bývalé názvy
- 1948–1990: HK Metallurg Čeljabinsk
- 1990-2012: HK Mečel Čeljabinsk
- 2012: HK Čelmet